# Jan Neggers
Niet te verwarren met Jan Neggers (binnenhuisarchitect) uit Breda.
Johannes Henricus (Jan) Neggers (Bellingwolde, 18 september 1958) is een Nederlands beeldend kunstenaar, werkzaam als beeldhouwer en installatiekunstenaar.

## Levensloop
Neggers is geboren en getogen in Bellingwolde, Van 1981 tot 1986 studeerde hij aan de Academie voor Beeldende Kunsten te Rotterdam, waarna hij zich vestigde als beeldend kunstenaar in Rotterdam.

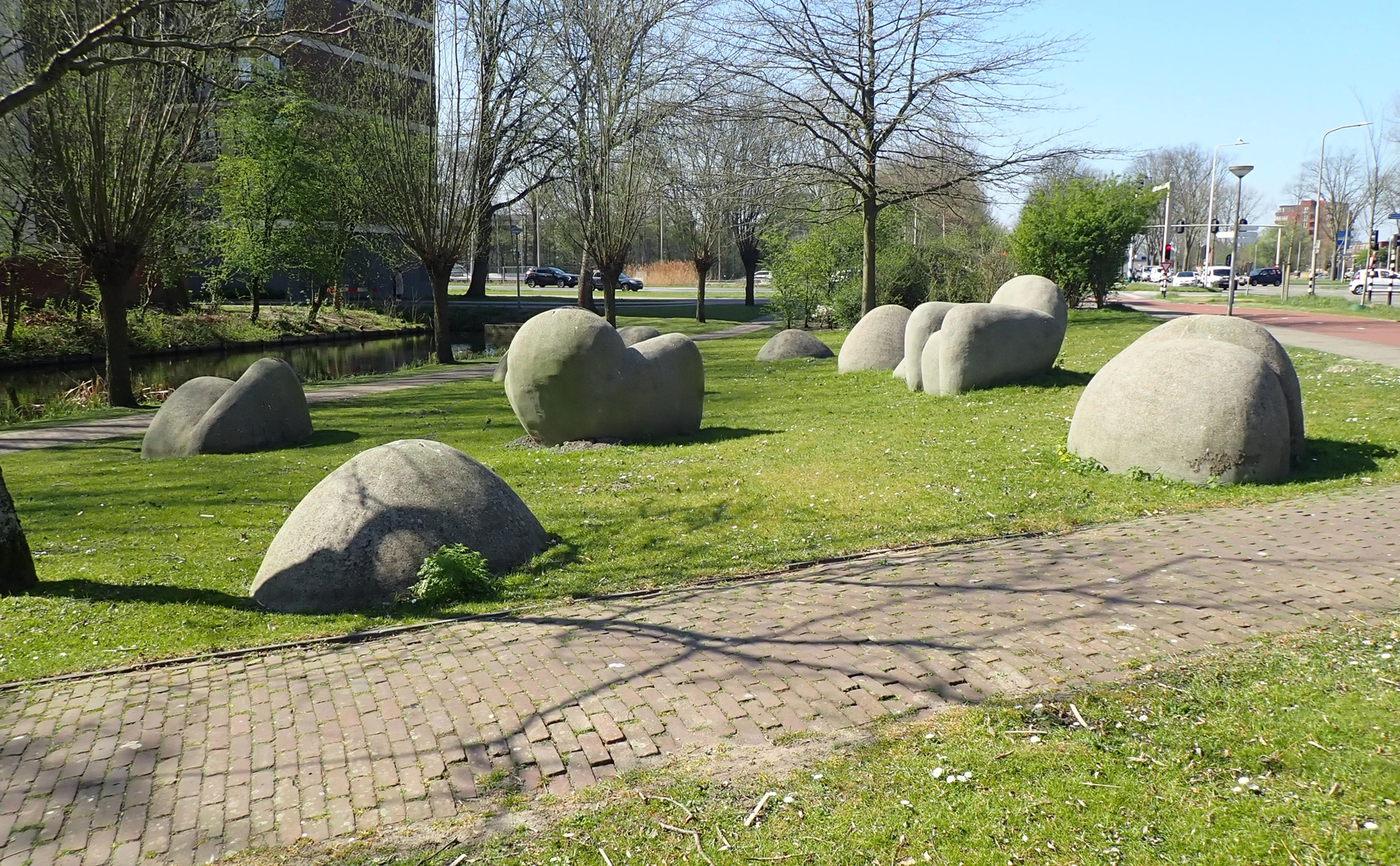
Delft kunstwerk stoelen

In 1984 was Neggers met Jos van der Pol de drijvende kracht achter de oprichting van het ateliercollectief Duende in de Rotterdamse Hofstedestraat in het nieuwe Westen. Andere kunstenaars die daar de eerste jaren een werkplek vonden waren Maria Berkhout, Liesbeth Bik, Jacqueline le Bleu, André Dekker, Jos van der Meulen, Gert Rietveld, Ed Schoonveld, en Hans Slempkes.
Na de kunstacademie had Neggers met Jos van der Meulen het productiebedrijf JaJo opgericht om de paperbag te produceren. Later ontwierp hij zelf onder andere in Delft het sculptuur Stoelen-alu cement, die een plek kreeg in wijk Voorhof (zie afbeelding).
In 1989 nam hij deel aan de expositie Accenten in de Grote- of St. Laurenskerk te Rotterdam, een expositie van hedendaagse beeldende kunst georganiseerd door het Centrum Beeldende Kunst in Rotterdam. Zijn werk was daar te zien naast werk van generatiegenoten als Gert Brenner, Mia van de Burg, Paul Cox, Cor van Dijk, Ludo Hoes, Frits Jansen, Kiki Lamers, Jos van der Pol, en Stefan Axel Valdimarsson.

## Werk

### Exposities, een selectie
- 1987. Duende exposeert Duende, Duende ateliercollectief, Rotterdam.[2]
- 1988. Installatie voor openingsexpositie, Galerie Paradise Regained, Rotterdam.[7][8]
- 1989. Accenten in Laurenskerk. Laurenskerk, Rotterdam[5]
- 1991. 'Chimères' bij ExpoHenk, ExpoHenk, Delfshaven.[9][10]
- 1992. Jan Neggers, installaties, Mk Expositieruimte, Rotterdam.[11]
- 1994. "Baby's & Bambies", Arti, Rokin, Amsterdam.[12]